# Aleksandr Alpatov
Aleksandr Afanas'evič Alpatov (in russo Александр Афанасьевич Алпатов?, in ucraino Олександр Опанасович Алпатов?, Oleksandr Opanasovyč Alpatov; Luhans'k, 7 marzo 1927 – Donec'k, 10 ottobre 2006) è stato un calciatore e allenatore di calcio sovietico.